# Хронологија СФРЈ и СКЈ јануар 1967.
Хронолошки преглед важнијих догађаја везаних за друштвено-политичка дешавања у Социјалистичкој Федеративној Републици Југославији (СФРЈ) и деловање Савеза комуниста Југославије (СКЈ), као и општа политичка, друштвена, спортска и културна дешавања која су се догодила у току јануара месеца 1967. године.
| ← децембар ’66. | ← децембар ’66. | ← децембар ’66. | ← децембар ’66. | ← децембар ’66. | ← децембар ’66. | ← децембар ’66. | ← децембар ’66. | ← децембар ’66. | Хронологија СФРЈ и СКЈ током 1967. | Хронологија СФРЈ и СКЈ током 1967. | Хронологија СФРЈ и СКЈ током 1967. | Хронологија СФРЈ и СКЈ током 1967. | Хронологија СФРЈ и СКЈ током 1967. | Хронологија СФРЈ и СКЈ током 1967. | Хронологија СФРЈ и СКЈ током 1967. | Хронологија СФРЈ и СКЈ током 1967. | Хронологија СФРЈ и СКЈ током 1967. | Хронологија СФРЈ и СКЈ током 1967. | Хронологија СФРЈ и СКЈ током 1967. | Хронологија СФРЈ и СКЈ током 1967. | Хронологија СФРЈ и СКЈ током 1967. | Хронологија СФРЈ и СКЈ током 1967. | Хронологија СФРЈ и СКЈ током 1967. | фебруар → | фебруар → | фебруар → | фебруар → | фебруар → | фебруар → | фебруар → |
| Н               | П               | У               | С               | Ч               | П               | С               | Н               | П               | У                                  | С                                  | Ч                                  | П                                  | С                                  | Н                                  | П                                  | У                                  | С                                  | Ч                                  | П                                  | С                                  | Н                                  | П                                  | У                                  | С         | Ч         | П         | С         | Н         | П         | У         |
| 1               | 2               | 3               | 4               | 5               | 6               | 7               | 8               | 9               | 10                                 | 11                                 | 12                                 | 13                                 | 14                                 | 15                                 | 16                                 | 17                                 | 18                                 | 19                                 | 20                                 | 21                                 | 22                                 | 23                                 | 24                                 | 25        | 26        | 27        | 28        | 29        | 30        | 31        |

## Догађаји

### 4. јануар
- У саобраћајној незгоди, на ауто-путу Загреб—Београд, у близини села Мартинци, код Сремске Митровице погинуо Борис Крајгер (1914—1967), друштвено-политички радник — потпредседник Савезног извршног већа (СИВ), председника Одбора СИВ за привреду, члан Председништва ЦК СКЈ и Извршног комитета ЦК СК Словеније и носилац Ордена народног хероја. До незгоде је дошло када је возило „Пежо 404”, којим је управљао Крајгер, услед велике брзине слетело са коловоза и ударило у дрво. Том приликом погинуо је његов старији син Јанез (1945—1967), док је млађи син Марко задобио лакше повреде. Након погибије, посмртни остаци Бориса Крајгера и његовог сина пренети су у Београд, где су сутрадан 5. јануара били изложени у холу Савезне скупштине, где су им грађани одавали почаст у мимоходу. Увече истог дана, њихови посмртни остаци су возом пренети у Љубљану, где су у преподневним часовима 6. јануара изложени у згради Извршног већа Скупштине СР Словеније, где су се од њих опраштали грађани Љубљане. Поподне истог дана сахрањени су на гробљу Жале у Љубљани.[1][2]